# Шуша (фільм)
«Шуша» (італ. Sciuscià, [ʃuʃˈʃa]) — італійський фільм-драма 1946 року, поставлений режисером Вітторіо Де Сікою. Історично стрічка, разом з «Одержимістю» та «Рим, відкрите місто», стала одним з перших неореалістичних фільмів.

## Сюжет
Рим, 1944 рік. Хлопчаки чистильники взуття, яких називають «шуша», на іподромі дивляться на перегони. Двоє з них — сироти Паскуале Маджі та його друг Джузеппе Філіпуччі — беруть участь в тестових забігах. Вони мріють накопичити гроші, щоб купити власного коня.
Одного разу на Тибрі хлопчики зустрічають Аттіліо, старшого брата Джузеппе, і його підозрілого на вигляд приятеля. За обіцяну винагороду Паскуале з товаришем погоджуються принести деяку контрабанду ворожці. Коли та розплатилася, несподівано з'являється Аттіліо зі своїми дружками. Прикинувшись поліцейськими, вони вимагають у жінки гроші.
Отримавши від Аттіліо обіцяну винагороду, Паскуале і Джузеппе купують коня. Проте їх упізнає обдурена ворожка і хлопчиків саджають в різні камери переповненої в'язниці для неповнолітніх. Джузеппе попадає під вплив дорослішого хлопчика Арканджелі. Отримавши від матері посилку, Джузеппе знаходить записку від боса Аттіліо, в якій той вимагає тримати рот на замку. Насилу передавши це послання Паскуале, обидва хлопчики домовляються не видавати призвідників. Але наглядачі хитрістю примушують Паскуале заговорити. Вони прикидаються, ніби б'ють Джузеппе в сусідній кімнаті; інший хлопчина кричить нібито від болю. Щоб зупинити тортури над товаришем, Паскуале називає імена дорослих. Почувши про це і не знаючи подробиць, Джузеппе називає свого друга зрадником. Щоб помститися він підкладає напилок в матрац Паскуале і видає його наглядачам. Старший ув'язнений хоче завадити примиренню друзів. Паскуале б'є його, той падає і сильно вдаряється головою.
На судовому процесі адвокат брата Джузеппе звалює всю провину на Паскуале: він сирота, що не має грошей, тож має право лише на призначеного адвоката, а той не встигає як слід вивчити справу і обмежується тим, що просить у суду поблажливості. Суд засуджує Джузеппе і Паскуале до одного і двох років в'язниці відповідно. Разом з ув'язненим Рікардо Джузеппе здійснює втечу під час кіносеансу. Їхню втечу виявили, через що у в'язниці виникає бунт, при придущенні якого затоптують на смерть одного з приятелів Паскуале.
Паскуале розповідає шефові поліції про утікачів і приводить поліцію туди, де може переховуватися його друг, — у стайню до Берсальєре. Там йому вдається втекти, і незабаром він знаходить Джузеппе і Рікардо, що скачуть на купленому коні через міст. Утікачі спішуються й Рікардо втікає, але Джузеппе залишається. Паскуале знімає ремінь і б'є ним свого колишнього друга, той падає з мосту і вдаряється головою об камінь. Паскуале, що ридає над тілом загиблого товариша, знаходить поліція.

## У ролях
| • Аньєлло Меле        | … | Рафаеле             |
| • Бруно Ортензі       | … | Арканджелі          |
| • Еміліо Чиголі       | … | Стаффора            |
| • Рінальдо Смордоні   | … | Джузеппе Філіппуччі |
| • Франко Інтерленгі   | … | Паскуале Маджі      |
| • Джино Сальтамеренда | … | «Черево»            |
| • Анна Педоні         | … | Наннарелла          |
| • Марія Кампі         | … | ясновидиця          |
| • Пасіфіко Астролоджо | … | Вітторіо            |

| • Антоніо Карліно     | … | мешканець Абруццо |
| • Анджело д'Аміко     | … | сицилієць         |
| • Франческо де Никола | … | «Вугор»           |
| • Енріко де Сільва    | … | Джорджо           |
| • Лео Гаравалья       | … | інспектор         |
| • Антоніо Ло Нігро    | … | «Смугастий»       |
| • Ірена Смордоні      | … | мати Джузеппе     |
| • Пеппіно Спадаро     | … | адвокат Бонавіно  |

## Знімальна група
- Автори сценарію — Чезаре Дзаваттіні, Серджо Амідеї, Адольфо Франчі, Вітторіо Де Сіка, Чезаре Джуліо Віола
- Режисер-постановник — Вітторіо Де Сіка
- Продюсер — Паоло Вільям Тамбурелла
- Композитор — Алессандро Чиконьїні
- Оператор — Анкізе Бріцці
- Монтаж — Нікколо Лаззарі
- Художники-постановники — Іво Баттеллі, Джуліо Ломбардоззі

## Нагороди та номінації
| Список нагород та номінацій                       | Список нагород та номінацій | Список нагород та номінацій     | Список нагород та номінацій                                           | Список нагород та номінацій | Список нагород та номінацій |
| Кінопремія                                        | Дата церемонії              | Категорія                       | Номінант(и)                                                           | Результат                   | Дж                          |
| ------------------------------------------------- | --------------------------- | ------------------------------- | --------------------------------------------------------------------- | --------------------------- | --------------------------- |
| Італійський національний синдикат кіножурналістів | 1946                        | Найкращий режисер               | Вітторіо Де Сіка                                                      | Перемога                    |                             |
| Національна рада кінокритиків США                 | 1947                        | ТОП-10 фільмів                  | Шуша                                                                  | Перемога                    |                             |
| Спільнота кінокритиків Нью-Йорка                  | 1947                        | Найкращий фільм іноземною мовою | Шуша                                                                  | 2-е місце                   |                             |
| Премія «Оскар»                                    | 1948                        | Почесна нагорода                | Шуша                                                                  | Перемога                    |                             |
| Премія «Оскар»                                    | 1948                        | Найкращий оригінальний сценарій | Чезаре Дзаваттіні, Серджо Амідеї, Адольфо Франчі, Чезаре Джуліо Віола | Номінація                   |                             |

## Цікаві факти
- У фільмі «Прощавай, Брейверман» (1968, реж. Сідні Люмет) четверо головних героїв хочуть подивитися «Шушу», афіша якого висить на шатрі.[4]
- У фільмі «Сплендор» (1989, реж. Етторе Скола) актори обговорюють «Шушу».[4]